# История Таганрога
Город Таганрог основан в 1698 году, однако поселения на его месте существовали с античности.

## Античный период
Предположение о том, что где-то непосредственно под Таганрогом покоится очень раннее древнегреческое поселение, появилось в 1930-х годах. В городе прокладывался ливневой коллектор, и при землечерпальных работах из ковшей экскаваторов посыпались черепки древнегреческой керамики. Но никаких археологических работ тогда проведено не было. В 1960-х годах группа московских археологов под руководством профессора В. Блаватского пыталась (отчасти чтобы обнаружить греческую колонию) провести разведку Азовского моря. Но в итоге отказалась от задуманного: в море много ила и песка, видимости нет. К тому же, летом, в жару, море цветёт. Только в начале XXI века историческая значимость этого места была оценена. Германский археологический институт совместно с РГУ (ныне ЮФУ) начали проект «Таганрог» — многолетние раскопки в районе старой Каменной лестницы.
По слою древней догреческой керамики археологи определили, что поселение на месте нынешнего Таганрога возникло ещё в IX—VIII веках до нашей эры. А в VII—VI вв. до н. э. (около ста лет) здесь существовало античное поселение греков, вероятно, ионийских. Исчезло оно, предположительно, в результате скифских набегов. Ныне поселение полностью поглощено и разрушено морем. Поселение частично изучено археологами по фрагментам керамики, которые и сейчас можно найти на берегу Азовского моря, по остаткам бронзолитейного производства: кускам металлургического шлака, бронзовым наконечникам стрел, хорошо известным по скифским древностям.

Существует другая гипотеза, что таганрогское поселение носило название Кремны (греч. Κρημνοὶ), упоминаемое у античных авторов, и в частности, у Геродота. Из сообщений Геродота о Кремнах известно, что к городской гавани приставали корабли с амазонками. Вот как это описано в IV книге «Истории» Геродота (IV, 110):
Эллины вели войну с амазонками (скифы называют амазонок «эорпата», что по‑эллински означает мужеубийцы; «эор» ведь значит муж, а «пата» — убивать). После победоносного сражения при Фермодонте эллины (так гласит сказание) возвращались домой на трёх кораблях, везя с собой амазонок, сколько им удалось захватить живыми. В открытом море амазонки напали на эллинов и перебили [всех] мужчин. Однако амазонки не были знакомы с кораблевождением и не умели обращаться с рулём, парусами и вёслами. После убиения мужчин они носились по волнам и, гонимые ветром, пристали, наконец, к Кремнам на озере Меотида. Кремны же находятся в земле свободных скифов. Здесь амазонки сошли с кораблей на берег и стали бродить по окрестностям. Затем они встретили табун лошадей и захватили его. Разъезжая на этих лошадях, они принялись грабить Скифскую землю.
Учёные переводят название «Кремны» как кручи, и высокий обрывистый берег Таганрогского мыса полностью соответствует этому названию. Анализ археологических находок позволяет определить период существования греческого поселения с V в. до н. э. до V в. н. э. — 10 веков.

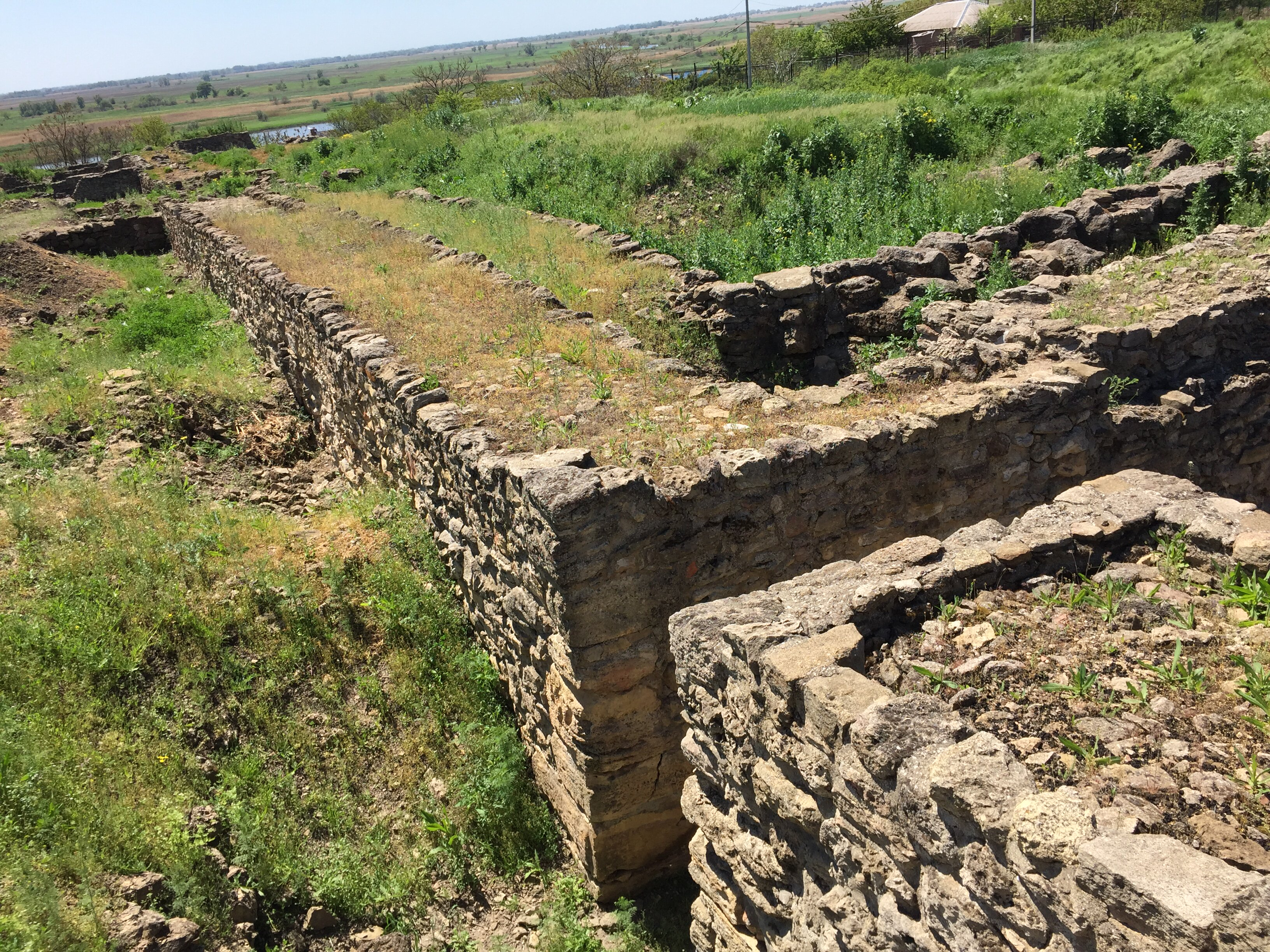
Заповедник Танаис, 30 км от Таганрога

Помимо таганрогского поселения, в VII веке до н. э. в Северном Причерноморье существовала лишь одна греческая колония — Борисфен или Борисфенида (др.-греч. Βορυσθενιδα, в честь бога реки Днепр), располагавшаяся на черноморском острове Березань. Уже позднее, в III веке до н. э., в донском устье возник древнегреческий город Танаис, просуществовавший вплоть до IV века н. э. (локализуется в районе современного хутора Недвиговка).

## Хазарский период
Поселение на месте Таганрога существовало и в те времена, когда земли Приазовья входили в состав Хазарского каганата. В 2005 году учёные при раскопках обнаружили на таганрогской набережной печь для выпечки хлеба времён каганата. Это впервые подтвердило существование поселения, прежде науке неизвестного.

## Генуэзско-золотоордынский период
В 2004 году археологи обнаружили находки, свидетельствующие о том, что в XII—XIV веках в районе Пушкинской набережной Таганрога приставали галеры итальянских купцов. Есть предположения, что они закупали в здешних местах осетрину и чёрную икру, взамен привозили бочки с вином, ремесленные изделия и прочее.
Наряду с генуэзцами в Чёрном и Азовском морях вели торговые операции и пизанские купцы. Пиза имела в Приазовье, недалеко от генуэзской Таны, на месте таганрогского поселения, свою колонию — Пизанский порт («Порто-Пизано»). Первая карта с обозначением этого торгового пункта относится к 1318 году. Вероятно, фактория была уже к этому времени генуэзской, так как гибеллинская Пиза утратила своё морское могущество после поражения в битве при Мелории в 1284 году.
Генуэзцы из Таны использовали Порто-Пизано как дополнительный порт для своих подонских владений. При этом расположение фактории Порто-Пизано могло меняться, в том числе из-за падения уровня моря в тот период на 2 метра — от Петрушиной косы до устья реки Самбек.
Торговля велась рыбой, мехами, деревом, зерном и другими товарами. Были построены дома, склады, небольшие укрепления для защиты от набегов татар и турок, причём не только вдоль побережья, но и на самом мысу.
Генуэзцы использовали удобную пристань на протяжении более века, пока в 1475 году всё Северное Причерноморье не перешло к Османской империи.
По таганрогским преданиям, домик Чайковского возле Каменной лестницы построен на фундаменте бывшей Генуэзской башни. Руины этого донжона зафиксированы на планах мыса, выполненных Боргсдорфом. Башня была обнесена земляным валом, использовалась турками и называлась ими «Таганрог».

## Основание Таганрога (конец XVII — середина XVIII в.в.)
В 1696 году, после взятия русскими войсками турецкой крепости Азов (в ходе 2-го Азовского похода), по приказу Петра I начались изыскания и работы по строительству гавани и крепости на мысу Таганий Рог. Азов находится на берегу реки Дон, и флот, если его держать в Азове, не может проходить гирло Дона из-за мелководья. Поэтому Пётр Первый решил строить порт на морском берегу, чтобы корабли заходили в него беспрепятственно.
Инженер Лаваль, руководивший до этого строительством укреплений Азова, первоначально заложил шанец на Петрушиной косе. В следующем году Пушкарский приказ сместил Лаваля и принял решение строить крепость в устье Миусского лимана (будущая Семёновская крепость). Этими работами руководили уже барон Эрнест фон Боргсдорф, Рейнгольд Трузин и датчанин Юрий Франк. Но и это решение также было признано не вполне правильным, и работы было решено перенести на мыс Таганрог — место, где ныне и располагается город.

12 сентября 1698 года Пушкарский приказ постановил:
«Пристани морского каравана судам по осмотру и чертежу, каков прислан за рукою итальянской земли капитана Матвея Симунта, быть у Таганрога…»
Эту дату принято считать официальным днём основания Таганрога, первоначально называвшегося Троицком-на-Таганьем Роге. Таганрог являлся приграничным анклавом, вынесенным далеко на юг от территории государства. Для его обустройства ежегодно присылали до 15 000 временных работников.
Строительство гавани велось под руководством инженер-капитана Матвея Симонта, крепостное строительство возглавил «инженер городового дела» — швед Рейнгольд Трузин. Первый же план крепости составил Эрнст Фридрих Боргсдорф, австрийский барон, военный инженер-строитель. В 1698—1699 годах он был главным смотрителем работ в крепости.
Троицкая крепость занимала территорию оконечности высокого мыса, огороженную земляным валом высотой 8 метров и рвом глубиной 5 метров при ширине в 40 метров. Общая протяжённость вала достигала 3 км. В центре крепости (по оси нынешней ул. Чехова) вал достигал примерно нынешнего Некрасовского переулка. Боковые стороны вала упирались в прибрежные обрывы. В крепостной вал были встроены три бастиона, два полубастиона и три равелина, оснащённые пушками и гаубицами. Всего в крепости и гавани было более 200 орудий. В крепости были двое ворот — восточные Московские и западные Морские, и центральная Генералова площадь. Жилые постройки за крепостной стеной — форштадт из нескольких слобод — были построены на большом удалении, за эспланадой.
Внутри крепости вдоль вала были вырыты пороховые погреба, устроены казематы и казармы. Внутри территория крепости имела радиально-лучевую планировку, объединённую центральной площадью. На площади были построены: государев двор, Троицкая церковь, городские палаты, дома для простых людей, склады, базар с лавками, кабаки, колодцы. Архитектором в городе одно время работал известный мастер Осип Старцев, представитель «московского барокко». Было построено более 100 каменных домов.

Гарнизон крепости состоял из 4 солдатских полков — подполковника Баранчеева, майоров Перекусихина, Бунина, Чиркова (по фамилиям командиров). Несколько солдатских, рейтарских и драгунских полков также временно привлекались для службы в Таганроге. Из-за плохих условий проживания в городе несколько раз случались эпидемии. В 1705 году Троицкой крепости достиг царский указ о бритье бород и ношении европейского кафтана. Для уменьшения расходов солдатами кафтаны пошили из имеющихся в крепости запасов сукна, а вот бороды пришлось всем сбрить.

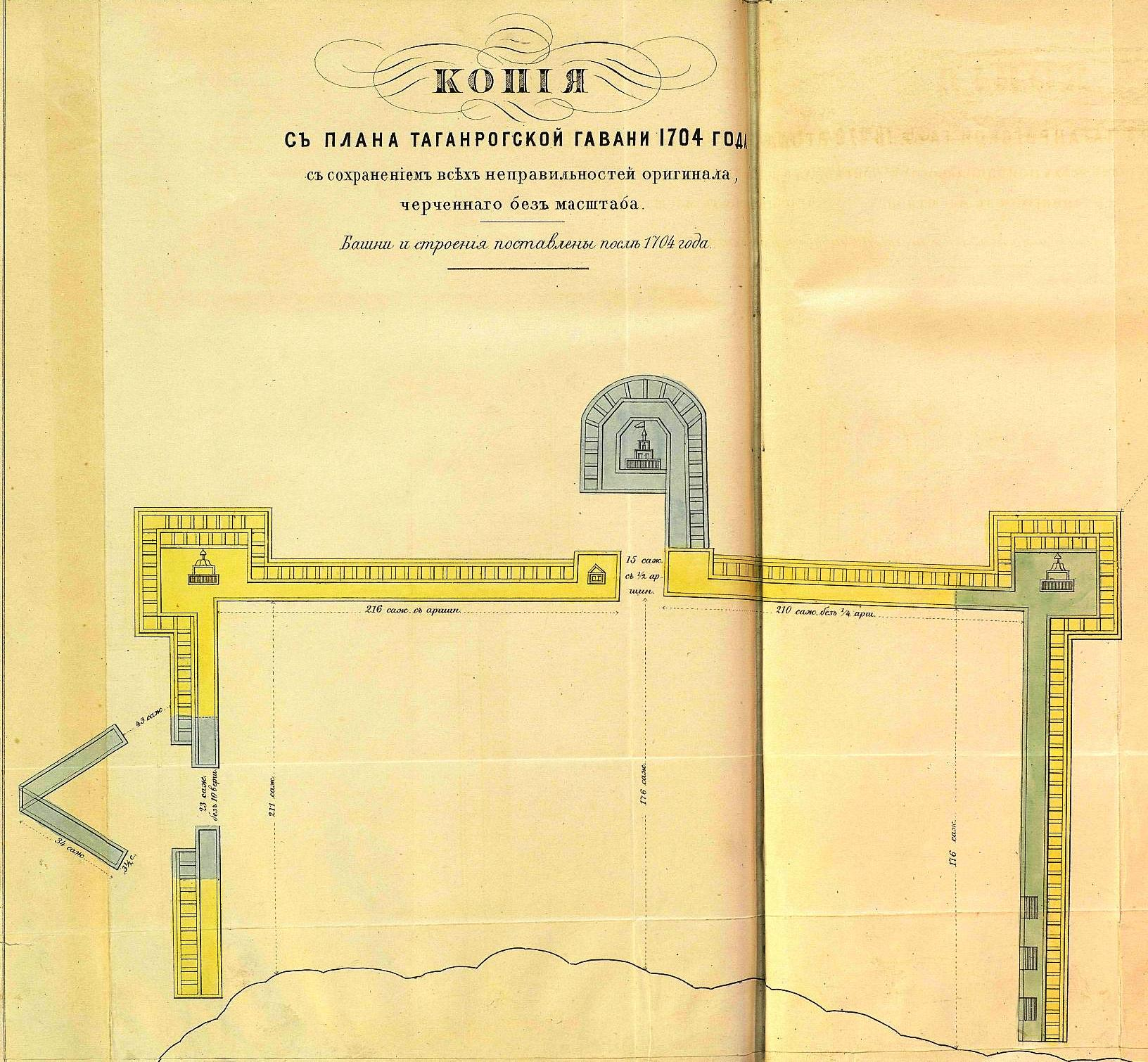
План Таганрогской гавани 1704 года

Гавань строилась в открытом море. Мелководном, и это упрощало задачу. Ширина гавани составила 370 метров, молы с бастионами защищали от волн и возможного противника. Вход в гавань оборонял форт «Черепаха», устроенный на рукотворном острове. Конструкция его молов и фундамента, установленных на отмели в двух километрах от берега, по тем временам была самой передовой и впервые использовалось в России. Между рядами дубовых свай, вбитых в морское дно, закладывали деревянные ящики с камнями. Всего при создании гавани забили более 30 000 свай и заложили более 50 000 м³ камня. Вдоль гавани были построены склады и портовые сооружения.
Крепость и гавань соединялась несколькими спусками, из них сохранился только один — Флагманский.
Матвей Симонт, один из главных организаторов строительства, итальянский капитан на русской службе, сообщал в Москву:
«Летом прошлого 1705 года, сентября по 1 число, в Троицком гавана построена».
Немецкий генерал Христофор Герман Манштейн в своих «Записках о России» писал:
«… Он (Пётр I) устроил на Азовском море в местности, именуемой Таганрог, прекрасную гавань, названную им Троица, в которой суда, пройдя без груза устьем Дона, под Азовом окончательно вооружались и могли стоять совершенно безопасно. Все, видевшие эту гавань, сознаются, что это одна из наилучших гаваней Европы».
Для лучшей защиты Троицка было возведено первое кольцо обороны, включавшее Павловскую крепость (её валы ещё сохранились на окраине хутора Гаевка) в устье Миуса и крепость Черепаха (в настоящее время находится под отвалами металлургического завода). Между ними был воздвигнут земляной Петровский вал. При впадении Миусского лимана в море, у Беглицкой косы, построили Семёновскую крепость. В крепостях и укреплениях данной оборонительной линии разместились гарнизоны, а по восточному берегу Миусского лимана — между Павловской и Семёновской крепостями, расселили 500 семей донских казаков, составивших Таганрогский казачий полк. Этими работами руководил Фёдор Апраксин, будущий генерал-адмирал.
Пётр I писал губернатору Троицкой крепости И. А. Толстому:
«Изволь в том, от чего, Боже сохрани, под нынешние часы, осторожность учинить, как в Азове, так и наипаче в Таган-Рогу, к обороне того места. Сам, Ваша милость, сведом, каково туркам Таганрог».
Таганрог — первый в истории России город, построенный по заранее разработанному генеральному плану. Таганрогская гавань — первая в мире, построенная не в естественной бухте, а на открытом море.
Екатерина II в своей переписке с философом-просветителем Вольтером упоминала о том, что Пётр I долго рассматривал возможность переноса русской столицы именно в Таганрог. Вот что об этом пишет первый таганрогский историк-краевед П. П. Филевский:
«Екатерина писала Вольтеру письмо, въ которомъ хвалилась постройкою Азова и Таганрога, что весьма не нравится султану Мустафе. О Таганроге императрица Вольтеру писала не разъ; два года спустя 3 марта 1771 года она сообщала Вольтеру, что Петръ Великій долго не могъ решить, кому отдать предпочтеніе — Таганрогу или Петербургу».
Окончательно отказаться от планов переноса столицы в Таганрог Петра заставил Прутский мир 1711 года, по которому Таганрог подлежал разрушению.
Начиная с августа 1696 года, для освоения новых земель рядом именных царских указов Приазовье превращается в одно из крупнейших в России мест ссылки «на вечное житьё». В 1699 году в Приазовье учреждена первая в истории России каторга, а Таганрог становится её центром. Приговаривались к ссылке в Приазовье и чиновники, и духовные лица, а также выходцы из дворянства. Направлялись в Таганрог также пленные турки и татары, а с началом Северной войны — в большом количестве шведы и жители Прибалтики. Значительную группу переселенцев составили казаки Малороссии, которые были поселены вдоль реки Миус для охраны подступов к Таганрогу со стороны Крыма.
В 1708 году во время Булавинского восстания в Таганрог для защиты были направлены дополнительные воинские части, и повстанцы не решились штурмовать город.

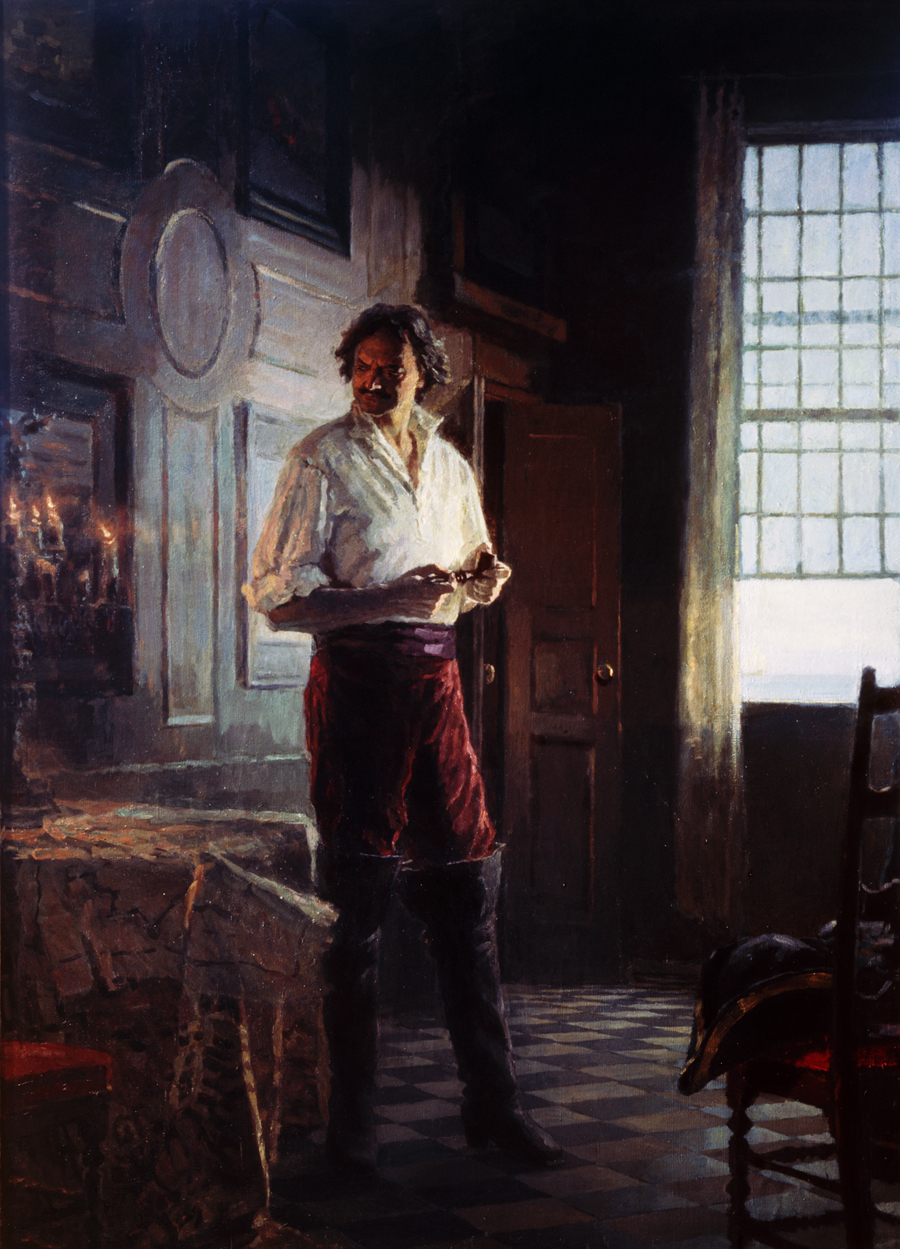
С. А. Кириллов. Пётр Великий. (1982—1984).

Зимой и весной 1709 года Пётр I посещал Воронеж, Азов и Таганрог, которые укреплялись на случай нападения турок и крымцев. Перед своим выездом из Таганрога к Полтаве, где намечалась решающая баталия со шведами, Пётр писал А. Д. Меншикову:
«Сие место, которое перед десятью летами пустое поле видели (о чём сам сведом), ныне с помощью Божьей изрядный город, купно с гаванью, обрели, и хотя, где долго хозяин не был, и не всё исправно, однако ж есть что посмотреть».

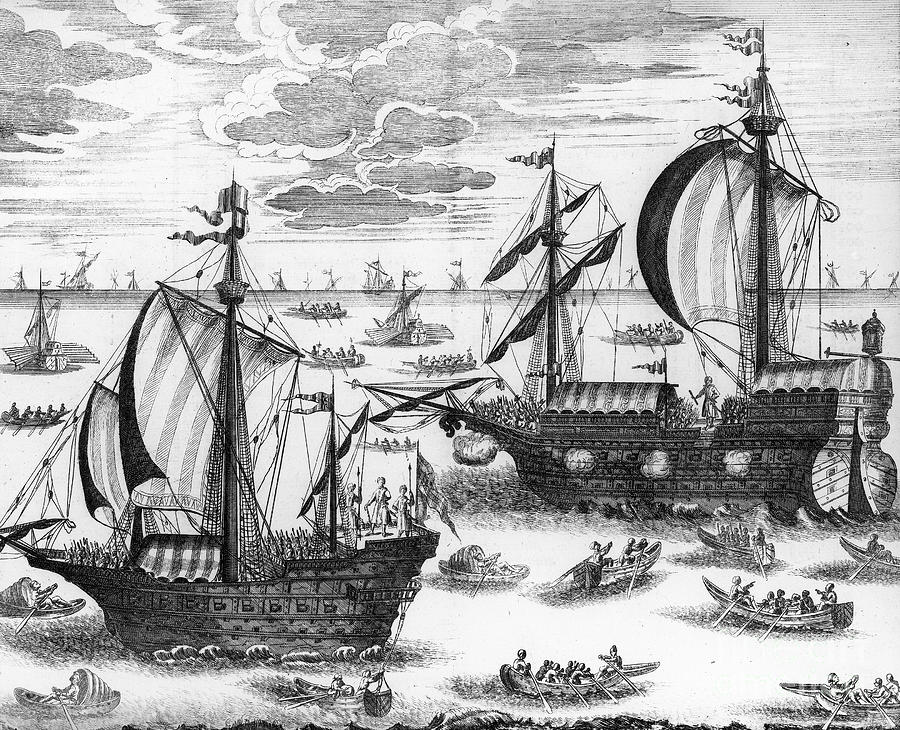
Азовский флот

К этому времени в гавани Таганрога базировался сильный флот, основу которого составляли 70-пушечный линейный корабль «Спящий лев», 58-пушечный «Гото-Предестинация» и 60-пушечный «Шпага» (или «Деген»), 50-пушечные «Геркулес», «Скорпион», «Ластка» и «Уния», 30-40-пушечные «Вилькельчаг», «Дельфин», «Ёж», «Меркурий» и «Соединение». В честь окончания строительства гавани, верфи и города, подчёркивая особые заслуги Матвея Симонта, Пётр 23 мая 1709 года приказал адмиралу Ф. М. Апраксину изготовить памятную медаль:
«Изволь приказать сделать Матвею Симонтову монету золотую с каменьями ценою в ста три, и на одной стороне чтобы была наша персона, а на другой — гаван здешний и подпись тут, что дана ему за труды гавана».
В ответном донесении, посланном 2 июня 1709 года из Москвы, Ф. М. Апраксин сообщает:
«Монету Матвею Симонтову с персоною Вашего Величества, и на другой стороне с начертанием гавани и с подписанием по указу велю делать немедленно, и когда сделаю, немедленно до Вашего Величества пришлю».
Медаль эта, известная в значительном количестве копий, была овальной формы, с ушком. На её лицевой стороне действительно был изображён Пётр I, а на оборотной стороне — план крепости и гавани Таганрога, дата «1709» и надпись «ЗА ДЕЛО ГАВАНИ КАПИТАНУ МАТВЕЮ СИМОНТОВУ»…
В разные периоды создания Таганрога и Азовской флотилии, строительства гаваней и крепостей здесь служили адмиралы Ф. Я. Лефорт, Ф. М. Апраксин, П. П. Бредаль, Ф. А. Головин, Ф. А. Клокачёв, А. Н. Сенявин, К. И. Крюйс, В. Я. Чичагов, Я. Ф. Сухотин, Д. Н. Сенявин, будущий командор Витус Беринг, будущий адмирал Ф. Ф. Ушаков и многие тысячи офицеров и матросов.

В 1711 году, после провала Прутского похода, по условиям уже упоминавшегося Прутского мирного договора, Россия обязалась разрушить гавань и город. Вначале город покинули гражданские — около 7000 человек. 
«Как не своею рукою пишу, — сообщал Пётр Апраксину, — нужно турков удовлетворить… Таганрог разорить как можно шире, однако ж, не портя фундамента, ибо может Бог иначе совершит».
Укрепления были частично разрушены в присутствии турецких представителей, а про гавань ни в каких отчётах сведений нет. Это было сделано к февралю 1712 года. А потом ушёл и гарнизон — около 1000 солдат с пушками и припасами были передислоцированы в крепость недалеко от Черкасска (ныне — станица Старочеркасская), в Хопёрскую, Тавровскую и Ново-Павловскую крепости.
Азовские корабли решено было продать Турции, но она согласилась купить только 4 из них, которые и отплыли в Стамбул, а остальной флот за ненадобностью был сожжён. Турецкие военные частично взорвали оставшиеся таганрогские укрепления.
В течение 24 лет после этого Приазовье находилось под властью турок. Если Азов они старались укреплять, то укрепления Таганрога были турками полностью заброшены.

## Восстановление Таганрога при Екатерине II
В правление императрицы Анны Иоанновны, 30 июня 1736 года, в ходе Русско-турецкой войны 1735—1739 годов, войсками генерал-фельдмаршала Ласси был вновь взят Азов. Таков был результат осады города, длившейся чуть более месяца. Вместе с прилегающими землями отошёл к России и Таганрог. Сразу же началось восстановление крепости. Но в результате заключения Австрией (союзником России) сепаратного мира с турками, по Белградскому мирному договору 1739 года (которым и закончилась эта война) все восстановительные работы по укреплению Таганрога опять пришлось прекратить, хотя территория и осталась за Россией. Также, согласно Белградскому миру, Россия не имела права иметь на юге военный и коммерческий флот, а торговля на Чёрном и Азовском морях могла вестись исключительно на турецких судах.
В этот период в Таганроге находилась таможенная застава, приходили турецкие торговые корабли. Например, в 1746 году — 17 кораблей. Для них был устроен карантинный дом, склады для товаров.
И только после победоносной Русско-турецкой войны 1768—1774 годов Россия вернула себе эти земли уже окончательно. Троицкую крепость быстро восстановили на старых фундаментах, а гавань стала базой для вновь создававшейся Азовской флотилии. Первым комендантом восстановленной крепости стал бригадир Дежедерас.

Указом 9 ноября 1769 года Екатерина II повелела:
«Таганрогскую гавань отдаём мы совсем в ведомство вице-адмирала Сенявина с тем, чтобы оную поставить в такое состояние, чтоб она могла служить убежищем судам, так и для построения оных, а тем паче галер и других судов … и чтоб в будущую кампанию 1770 года флотилия во оной уже зимовать могла …»
В личном письме А. Н. Сенявину императрица уточняет задачи на 1770 год:
«Главный предмет будущего года на Азовском море, кажется, быть должен для закрытия новозаведённых крепостей, чтоб сделать нападение на Керчь и Тамань и завладеть сими крепостями, чтобы через то получить зунд (пролив) Чёрного моря в свои руки и тогда нашим судам свободно будет крейсировать до самого Цареградского канала и до устья Дуная».
Таганрогскую крепость восстанавливали по проекту Р. Н. Томилова. При крепости были образованы верфь и адмиралтейство. В конце апреля 1771 года А. Н. Сенявин сообщает президенту Адмиралтейской коллегии графу И. Г. Чернышёву:
«При всей моей скуке и досаде, что флот ещё не готов, Ваше сиятельство, вообразите моё удовольствие видеть с 87-футовой высоты стоящие перед гаванью (Да где ж? В Таганроге!) суда под военным российским императорским флагом, чего со времени Петра Великого … здесь не видали».
А в конце мая под командой Сенявина находился уже 21 корабль с 450 орудиями и 3300 матросами. В июне Азовская флотилия поддерживала русские войска при взятии Перекопа, крепостей Керчь и Ени-Кале, отбивала попытки турецкого флота блокировать продвижение русских по восточному берегу Крыма и обеспечивала другие действия армии генерала В. М. Долгорукова. В том же году флотилия перебазировалась из Таганрога в Керчь, а строительство военных кораблей перенесли в Херсон. Таганрог же превратился в купеческий портовый город.
После основания Севастополя в 1783 года Таганрог потерял военно-стратегическое значение. 10 февраля 1784 года Екатерина II направила Екатеринославскому и Таврическому генерал-губернатору князю Григорию Потёмкину именной указ, в котором повелела:
«Остающиеся внутри пределов Государства город Таганрог, крепость святые Елисаветы и прочие, по старой и новой линии лежащие, отныне крепостями не почитать».

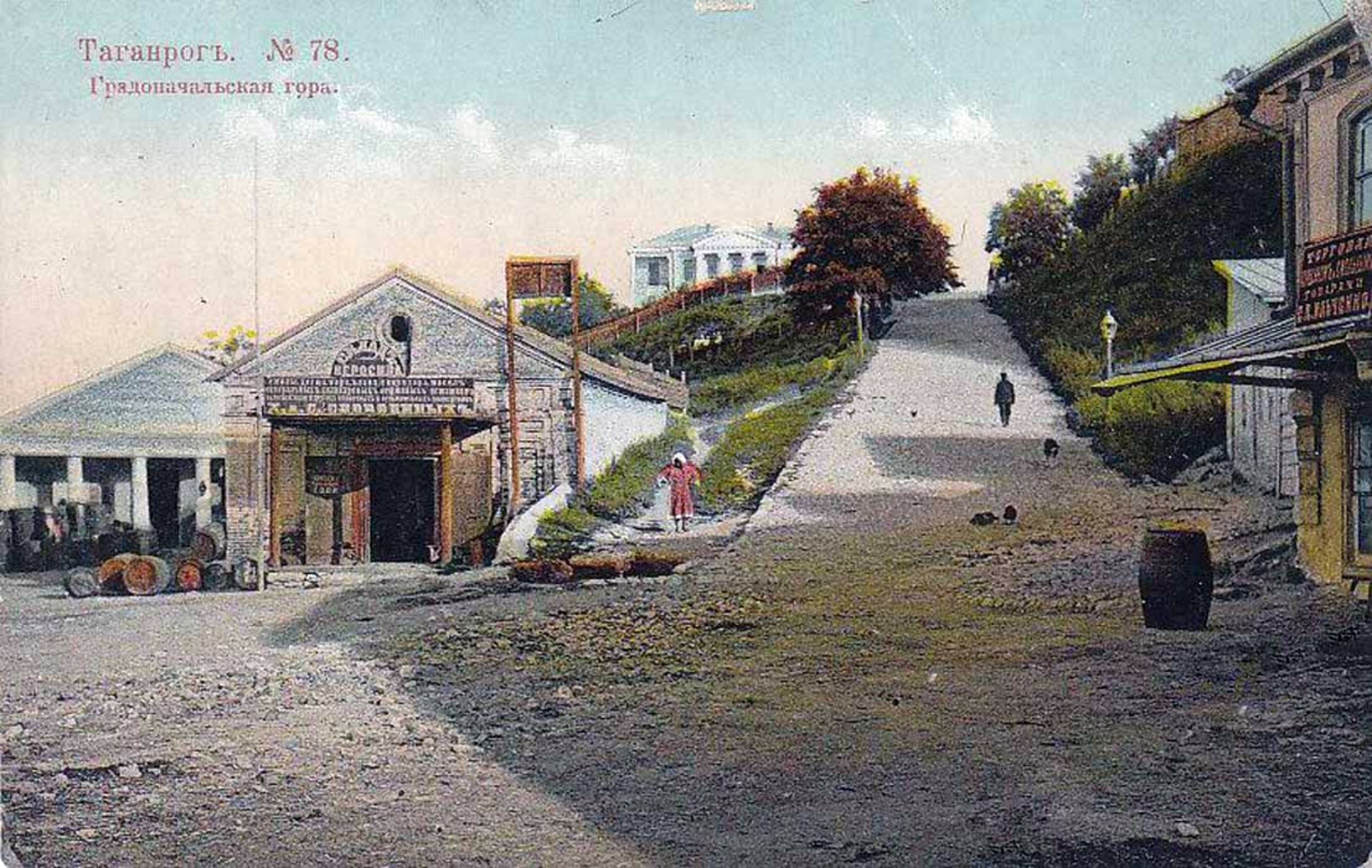
Градоначальнический спуск

Крепость упразднялась, и Таганрог получил статус города, но руководил им по-прежнему комендант силою 3 батальонов. Таганрог становится крупнейшим торговым портом Российской империи. В 1770 году учреждено Таганрогское коммерческое собрание. Строятся многочисленные транспортные спуски из города к торговой гавани — Градоначальнический в 1774 году, Большой Биржевой в 1806 году, Банный и т. д., и к 1808 году их было уже 14.

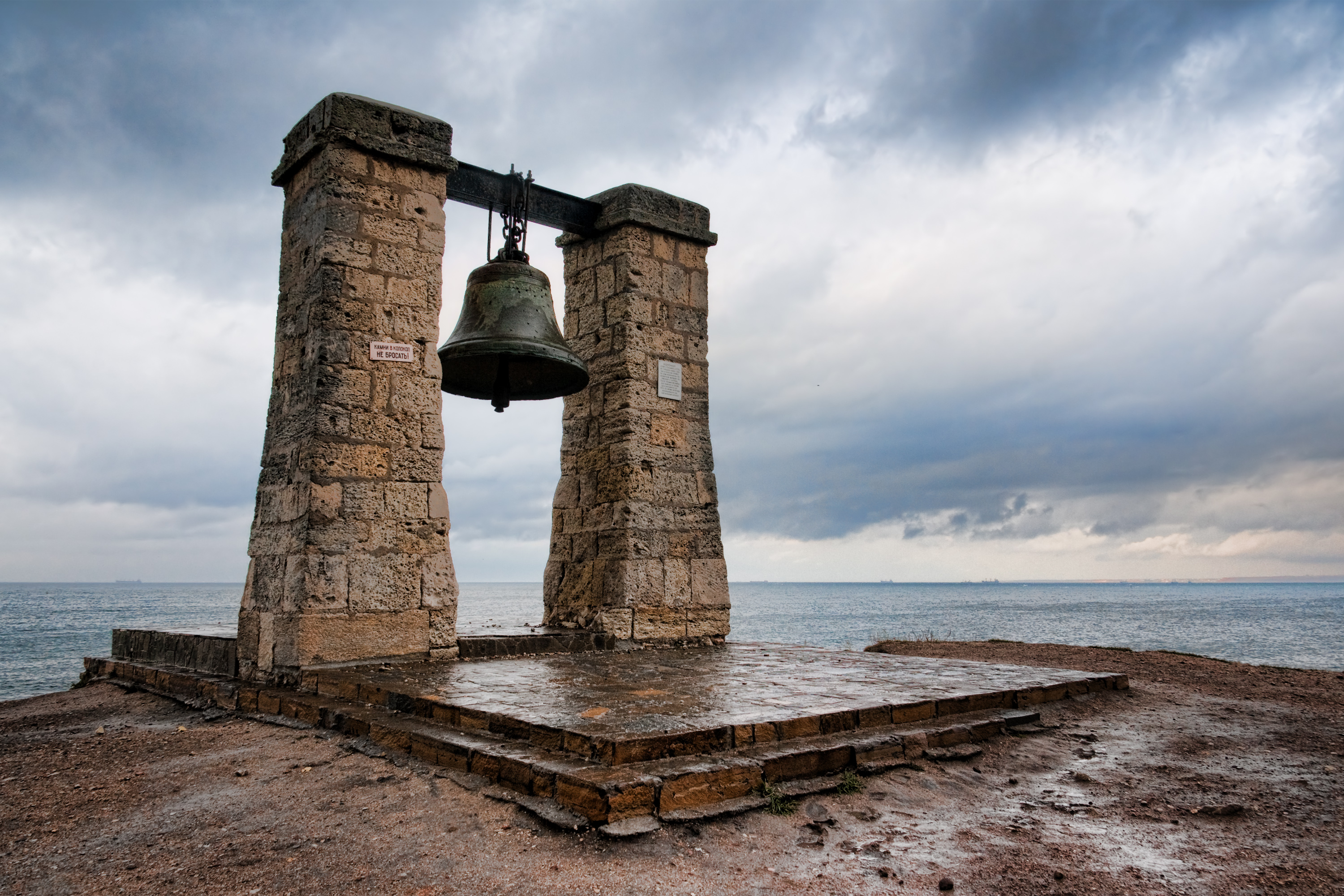
Таганрогский колокол в 1803 году отправлен в Севастополь.

В 1778 году из меди захваченных турецких орудий в Таганроге был отлит знаменитый колокол, переданный в 1803 году в Севастополь и побывавший даже в Соборе Парижской Богоматери.
В 1779 году в Таганрог прибыла большая партия греков-переселенцев, в основном торговцы и военные. Торговцы стали заселять и обустраивать улицу, ближнюю к порту — ныне Греческая улица, а военные были расквартированы недалеко от города — ныне село Греческие роты, со штабом в городе. В 1784 году в Таганроге была организована Управа благочиния — полицейский аппарат, заменивший военную комендатуру.
Развитию города способствовала и близость к сельскохозяйственным районам. Через порт шла торговля пшеницей (сорт твёрдой пшеницы «Таганрог» славился на весь мир, а в Италии считался лучшим для приготовления пасты), льном, паюсной икрой, пенькой. В Таганроге были открыты консульства 15 государств — Бельгии, Великобритании, Греции, Дании, Италии, Нидерландов, Норвегии, Португалии, Персии, Турции, Швеции и других держав.

## XIX век

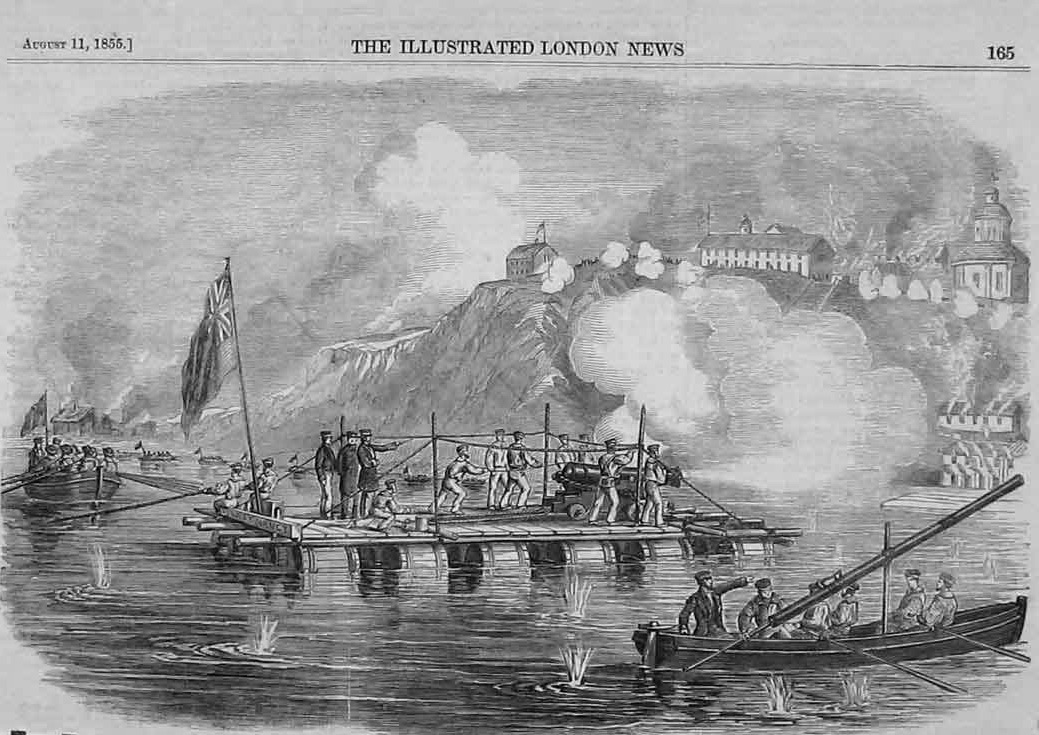
Бомбардировка Таганрога из 32-фунтового морского орудия английского боевого плота «Леди Нэнси» 3 июня 1855 г. Illustrated London News, 11 августа 1855 года.

В 1802 году Таганрог становится центром Таганрогского уезда, и ему подчиняются полиция и купеческие навигации Ростова-на-Дону, Нахичевани и Мариуполя. В 1803 году первым градоначальником и военным губернатором Таганрога назначается А. А. Дашков. Он усовершенствовал городское управление, добился независимости от губернского центра.
В 1805 году образован Таганрогский таможенный округ, в который вошли Бердянская и Керченская таможни, Мариупольская и Ростовская заставы и береговая стража.

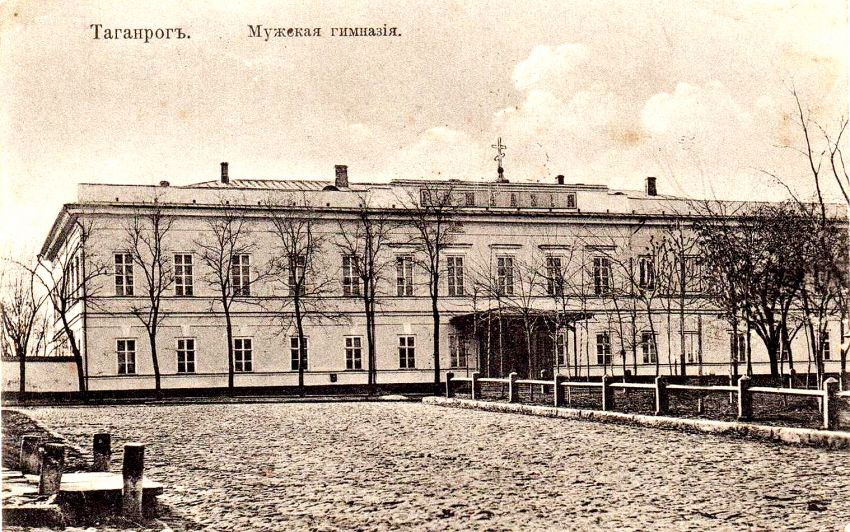
Здание Александровской гимназии. Почтовая открытка.

В 1806 году в Таганроге было образовано первое полноценное учебное заведение — Александровская гимназия. В этом же году был построен «Тюремный замок», здание которого сохранилось и используется по назначению до сих пор — ныне это СИЗО-2. Таганрог стал первым городом в Российской империи, где в 1808 году был учреждён коммерческий суд. Первым председателем был назначен статский советник Шауфус.
Городское хозяйство в это время управлялось двумя магистратами — русским и греческим. Попытка в 1808 году градоначальника Б. Б. Кампенгаузена провести выборы в городскую думу не увенчались успехом из-за отказа греков участвовать в выборах. МВД в итоге пояснило, что распоряжаться городскими доходами и расходами будет градоначальник.
Никольская ярмарка, проводившаяся с начала XIX века, была важным событием городской торговой жизни.
В 1810 году начато строительство православной церкви Всех святых на городском кладбище. Это единственная церковь времён Империи, сохранившаяся в Таганроге до наших дней. В этом же году был построен и католический костел Пресвятой Троицы. Здание его частично сохранилось.
В 1812 году на борьбу с Наполеоном таганрогское купечество пожертвовало 9100 рублей и ещё 800 рублей прочие жители.
В 1815 году роща Дубки была передана в пользование Таганрогу и его жителям. В ней стали строить дачи, использовать для прогулок горожан. Рощу с городом соединяла Старо-почтовая улица.
В 1818 году император Александр I посетил Таганрог, осмотрел его и запретил руководству Новороссийского края требовать запрета заходить в таганрогский порт иностранным торговым судам.
30 мая 1820 года в Таганроге, проездом на Кавказ, останавливался А. С. Пушкин. Он ночевал в доме градоначальника П. А. Папкова. Спустя пять лет, 19 ноября 1825 года, в этом доме (угол ул. Греческой, 40 и пер. Некрасовского (Дворцового)) скончался император Александр I. Позже в доме был открыт первый в России мемориальный музей императора Александра Благословенного.
В 1823 году была построена знаменитая Каменная лестница. В этом же году основан Елизаветинский парк (в конце современного Смирновского переулка).
В 1827 году в Таганроге был открыт первый на юге России театр.
В 1830–1833 годах в Таганроге опять были холерные эпидемии, погибли более 300 человек. В дальнейшем холера регулярно посещала Таганрог.
В 1831 году была сформирована Городская Дума в составе 6 гласных с подчинением не губернским властям, а напрямую Сенату.

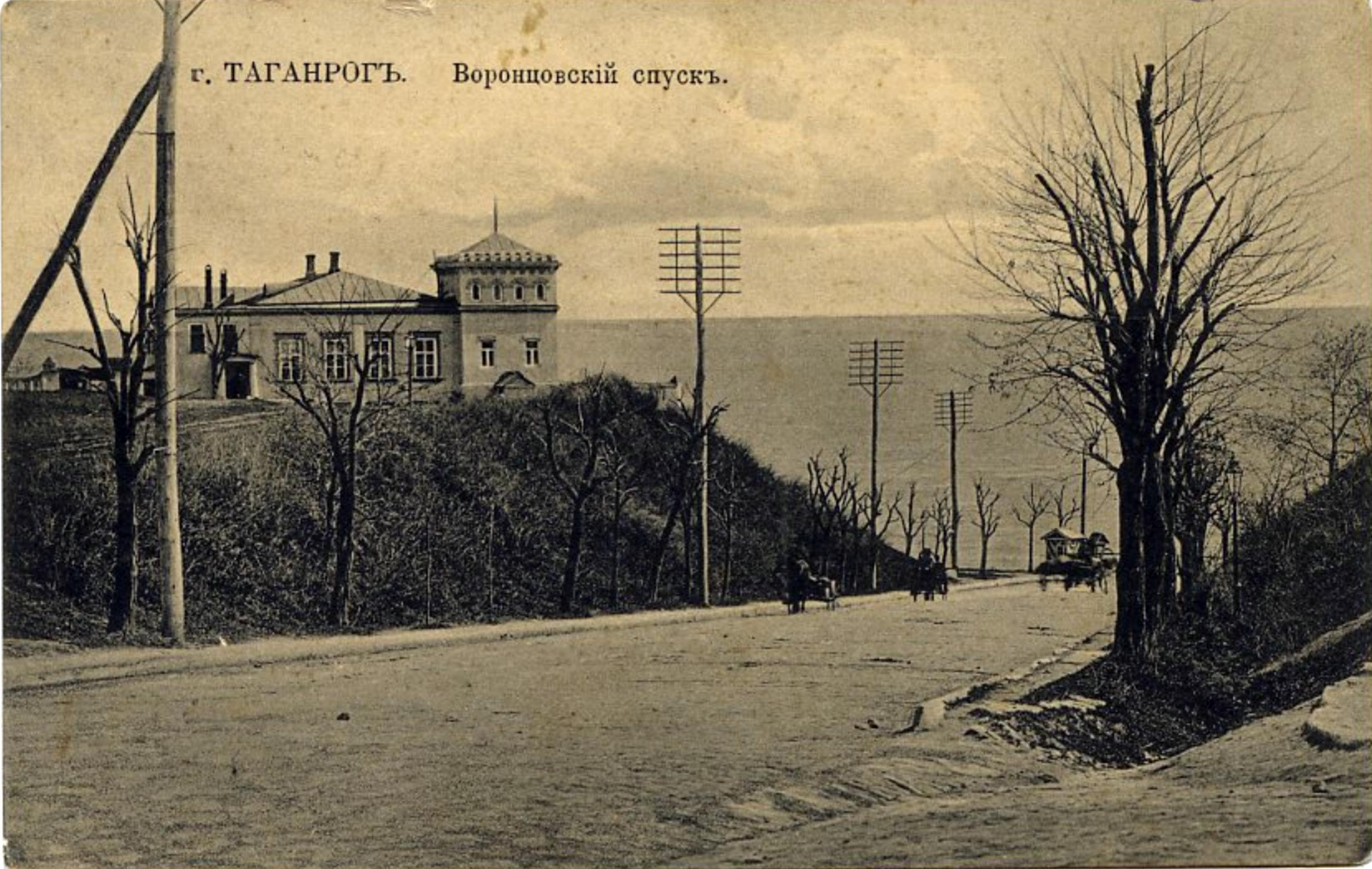
Воронцовский спуск на открытке

В 1849 году для торговых целей устроены набережная и спуск, получившие наименования Воронцовских.
В годы Крымской войны 1853—1856 годов обороной Таганрога руководил генерал И. И. Краснов, в то время походный атаман Донского войска. В мае 1855 года англо-французская эскадра вошла в Азовское море, стараясь лишить русскую армию в Крыму тыловых баз. Эскадра бомбардировала Таганрог и пыталась высадить десант. К тому времени Таганрог уже 70 лет не был крепостью, и в нём не было ни одного орудия. Но Таганрогский гарнизонный полубатальон отразил высадку неприятеля. Во время десантной операции вблизи Таганрога казаками была уничтожена севшая на мель канонерская лодка «Джаспер». В августе англо-французская эскадра, прекратив безуспешные попытки взять Таганрог, ушла из Азовского моря.
Война не помешала дальнейшей торговле, и в 1856 году в Таганрогский порт пришли 1 123 корабля. На них было отгружено икры паюсной — 13 338 пудов, икры красной — 11 238 пудов, сала — 51 987 пудов, шерсти — 4 717 пудов, масла — 19 610 пудов, пшеницы — 653 490 четвертей, ржи — 6 570 четвертей, семени льняного — 18 484 четвертей.
Вылов рыбы в Таганроге составил в 1857 году сумму 207 476 рублей: осетра — 7 017 пудов, белуги — 3 003 пудов, чебака — 22 810 пудов, а также сома, тарани, сазана, сулы и др.
Таганрог продолжал разрастаться, поэтому в 1863 году Императором был утверждён план его дальнейшего упорядоченного развития. В том же году в Таганроге был учреждён общественный банк.
В том же 1863 году в Русской Императорской армии был сформирован 136-й Таганрогский пехотный полк, а городское женское училище преобразовано в гимназию, получившую через 5 лет наименование «Мариинская». Улицы города стали мостить булыжной мостовой.

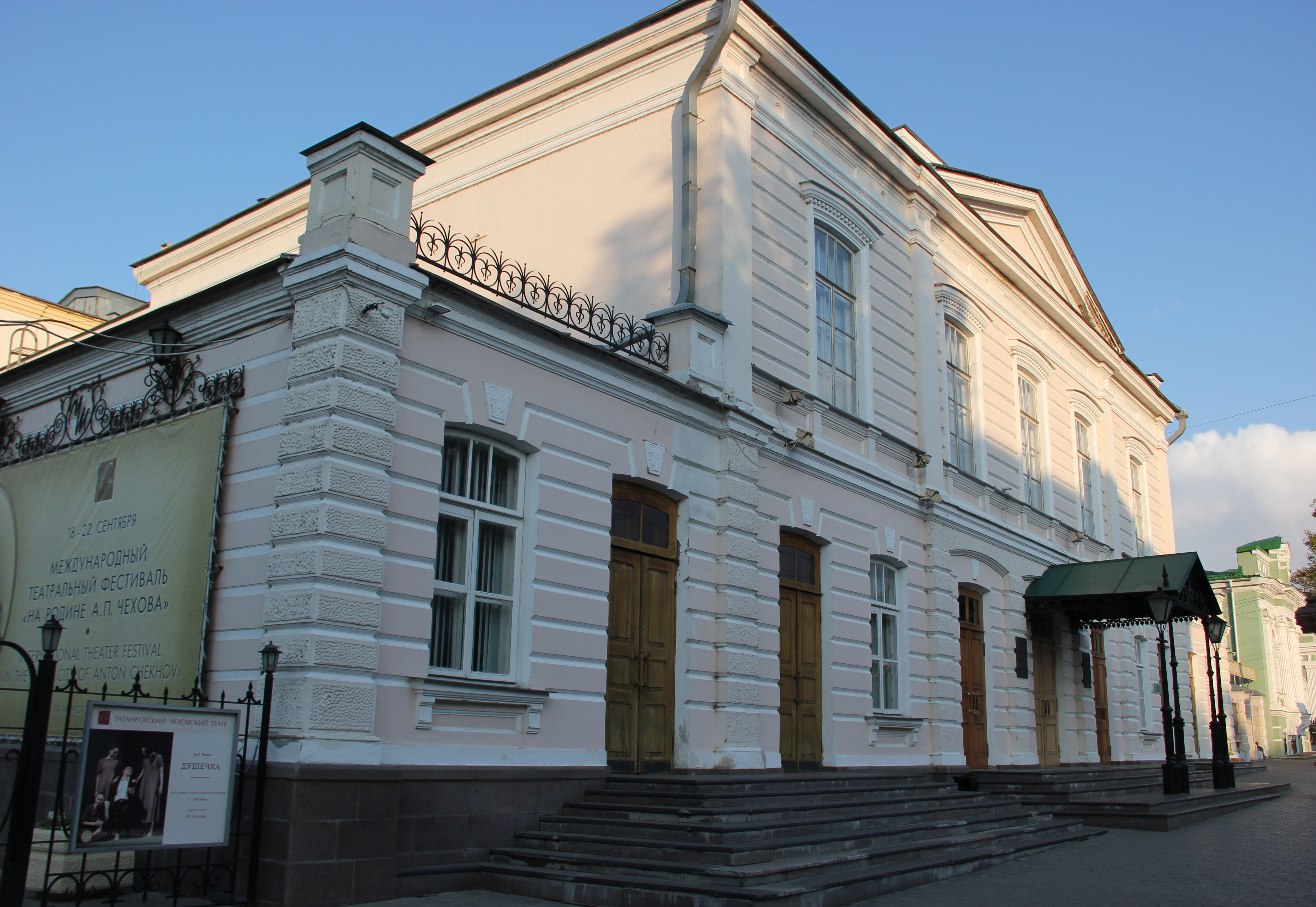
Здание Таганрогского театра

С 1866 года в Таганрогском театре выступала итальянская оперная труппа, а итальянский оркестр летом играл в Городском саду.
В 1868 году в Таганроге было открыто отделение Государственного Банка, а женская гимназия получила наименование Мариинской. Таганрог был центром власти и торговли целого региона. По разной компетенции ему подчинялись территории от Бердянска до Азова.
В 1868 году Таганрог был соединён железной дорогой с Харьковом, а в 1870 году и с Ростовом-на-Дону. В Императорском Указе дорога называлась Курско-Харьково-Таганрогской.
В этом же году согласно городской реформе были сформированы новая Городская Дума из 72 гласных и Городская Управа из 5 гласных Городской Думы. Городская дума ведала вопросами благоустройства — освещением улиц, ремонтом зданий и мостовых, вывозом мусора, развитием местной торговли, промышленности, здравоохранения и т. д. Она же собирала местные налоги на всю эту деятельность. Городской голова избирался из гласных и утверждался губернатором.
В 1870 году в Таганроге заработал завод «Общества водоснабжения и газового освещения» под управлением француза Десмана. От завода проводились тонкие трубы газопроводов к фонарям на центральных улицах, и вместо керосиновых светильников устанавливались газовые горелки. Газовых фонарей было установлено более 500, но керосиновых они так и не вытеснили. Освещали газовые горелки и магазины, общественные дома. Даже пюпитры музыкантов в городском театре освещались газовыми плафонами.
На 1872 год в Таганроге числилось 1087 купцов, среди которых русских было 334, евреев — 242, греков — 481 и немцев — 30 человек.
В 1873 году здание городского театра было выкуплено городом за 46 100 рублей.
В 1874 году открыты Мореходные классы.
С 1876 года (по 1899 год) в Таганроге была расквартирована 47-я запасная артиллерийская бригада из 6 батарей. На месте полигона и казарм находятся ныне Артиллерийские переулки.
В 1877 году над портом устроен электрический маяк.
В 1881 году в городе начал работу чугунолитейный завод «Рид Тодер и К°».

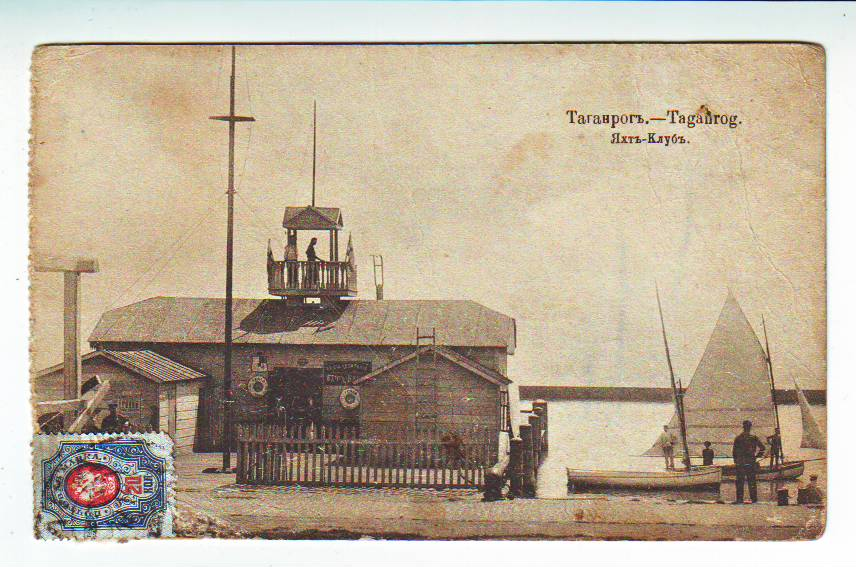
Яхт-клуб на почтовой открытке.

В 1882 году открылся яхт-клуб, но тогда он располагался напротив Каменной лестницы.
В 1888 году Таганрог был переподчинён из Екатеринославской губернии и стал центром Таганрогского округа Области Войска Донского Российской империи, образованного из бывшего Таганрогского градоначальства, части Ростовского уезда и упразднённого Миусского округа.

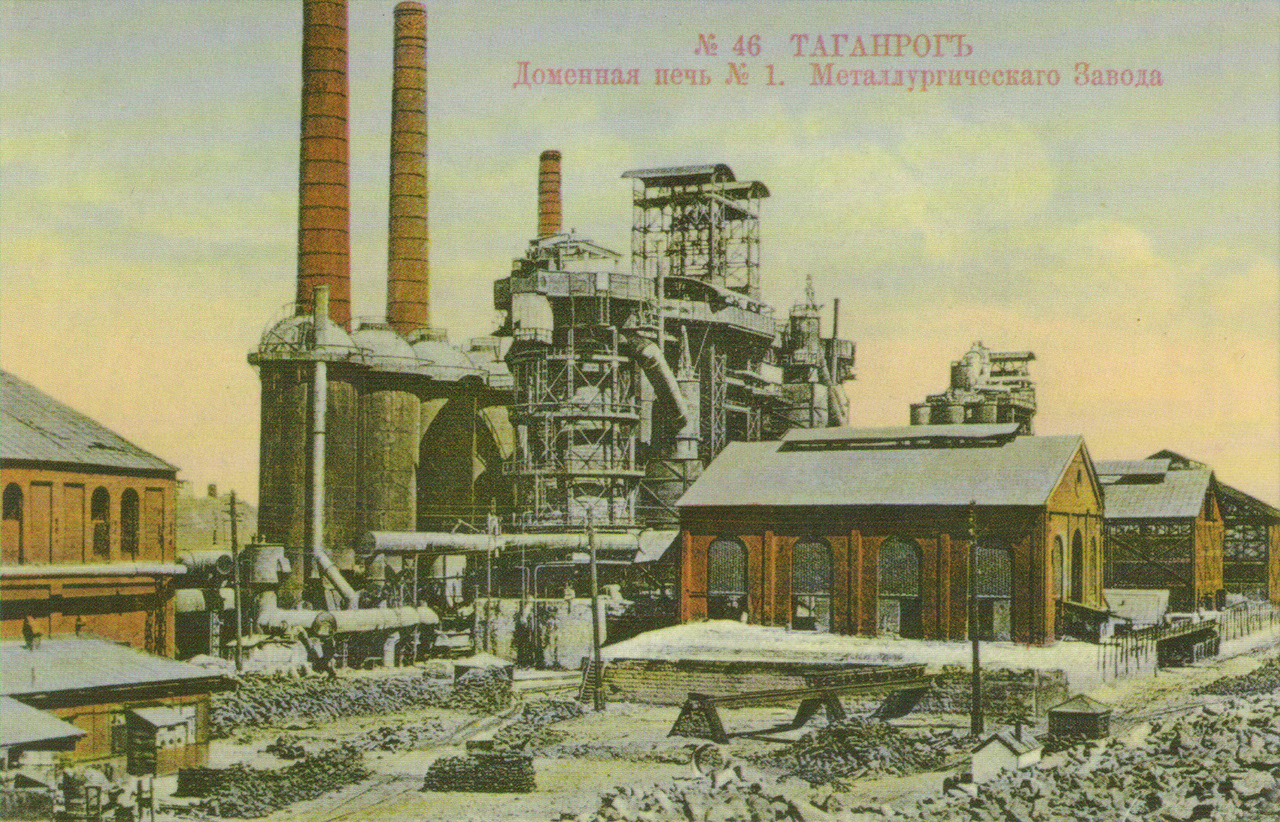
Доменные печи металлургического завода

В XIX веке город был центром торговли, с того времени сохранились интересные особняки итальянских и греческих купцов. Родина Антона Павловича Чехова, Ф. Г. Раневской, К. А. Савицкого, Д. М. Синоди-Попова, В. Я. Парнаха, С. Я. Парнок.
В конце XIX века в Таганроге начала развиваться промышленность, благодаря Альберту Неву были построены металлургический, котлостроительный заводы, в городе также работали машиностроительный, два кожевенных завода.
В апреле 1897 года в Таганроге впервые состоялся сеанс кинематографа. Согласно Всеобщей переписи в городе проживало более 51 000 человек.
В 1898 году создан городской Краеведческий музей.
Городские доходы за этот период формировались за счёт налогов с торговли и привозимых товаров и возросли с 105 рублей до 290 тыс. рублей. Эти деньги тратились на благоустройство города, покупку зданий для школ и учреждений, на содержание полиции, пожарных и пр.
В 1900 году население города составляло почти 61 тыс. человек, из них почти 40 тыс. мещан и рабочих, а также 6,8 тыс. крестьян, 6,5 тыс. военных, около 5 тыс. разночинцев и других. Основные производственные предприятия — мукомольные, макаронные и табачные. Из-за обмеления порта обороты торговли за 10 лет снизились в 2 раза.

## XX век

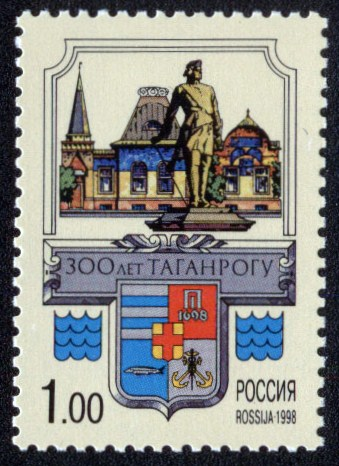
Почтовая марка России, 1998 год: 300 лет Таганрогу

В 1906 году открыто Коммерческое училище, а число начальных училищ достигло 12, одно из них было Высшее начальное (прогимназия).
В 1908 году в Таганроге для нужд промышленности была построена первая электростанция, вскоре электричество стали проводить в общественные и жилые дома.
В 1911 году открыты Алексеевская женская гимназия, а также Банкирский дом Давидовича — здание ныне известно как Таганрогский почтамт.
В Первую мировую войну в Таганрог была переведена часть Русско-балтийского завода, выпускающая сельхозтехнику (в дальнейшем на его производственных мощностях был открыт Таганрогский комбайновый завод).
В 1916 году авиатором-предпринимателем Лебедевым был открыт авиационный завод.
В 1916 году в Таганроге работал Константин Георгиевич Паустовский. Сначала на котельном заводе Нев-Вильде, принадлежавшем бельгийской акционерной компании, а после на маслобойном заводе подручным слесаря.
3 марта 1917 года в Таганрог доставили сообщение об отречении Николая II, а уже 5 марта был создан Общегородской распорядительный комитет Временного правительства. 7 марта сформирован общегородской Совет рабочих депутатов.
1 августа начал работу новый состав Городской думы. Из 82 избранных гласных 59 были эсерами. Возглавил Думу П. Никольский.
В октябре Совет рабочих депутатов создаёт заводские рабочие дружины, а городская Управа — гражданскую гвардию.

#### Гражданская война
26 октября в Таганроге была получена информация о событиях в Петрограде, и объединённое заседание Думы и Совета призвало горожан к сохранению порядка и подготовке к выборам в Учредительное собрание.
11 ноября в Таганроге донским атаманом Калединым введено военное положение, а 19—21 ноября проведены выборы в Учредительное собрание. В Таганроге опять победили эсеры.
В декабре 1917 — январе 1918 года начальником гарнизона Таганрога был полковник А. П. Кутепов.
13 января 1918 года похороны убитого рабочего превратились в политическую демонстрацию.
14 января в городе было объявлено военное положение. Рабочей гвардии было запрещено патрулировать город с оружием. 16 января прекратилось движение поездов и началась забастовка служащих.
17 января 1918 года в Таганроге начались уличные бои между рабочими отрядами и гражданской гвардией, в которых погибло более 200 человек, в том числе 3-я Киевская школа прапорщиков. Городская Дума пыталась остановить бои, но безрезультатно. В городе была установлена Советская власть.
Зимой 1917—1918 годов в Таганроге под чужой фамилией греческого подданного Мандусаки (Мандусакиса) скрывался известный военачальник бывшей императорской армии генерал П. К. Ренненкампф. После отказа вступить в Красную Армию генерал Ренненкампф был арестован ВЧК, подвергнут пыткам и расстрелян (1 апреля 1918 г.). Согласно советской историографии, 64-летний отставной генерал был расстрелян за своё активное участие в подавлении революции 1905—1906 гг.. Могила генерала Ренненкампфа находится на старом Таганрогском кладбище. Её местоположение не установлено, но в Гуверовском архиве хранятся её фотографии 1919 года. Коллекция китайского искусства, собранная Ренненкампфом, в настоящее время находится в Таганрогском краеведческом музее.
В начале 1918 года город вошёл в состав Донецко-Криворожской советской республики. В марте 1918 года в город из Екатеринослава эвакуировалось большевистское правительство Украинской народной республики Советов. Таким образом, в марте — апреле Таганрог числился столицей УНСР (до 20 апреля, когда ЦИКУ и Нарсекретариат были распущены). Находился в Таганроге и Центральный комитет чехословаков-интернационалистов, издававший газету «Свобода», которую редактировал Ярослав Гашек.
Во время гражданской войны в 1917—1919 годах на город претендовала Украинская Народная Республика. 1 мая 1918 года, разбив под ст. Марцево городское ополчение, в Таганрог вступили германские войска — 20-я ландверная дивизия. Власть в городе была подчинена немецкому коменданту фон Гюльтлингену. В Таганроге состоялся парад немецких войск, который принимал генерал-фельдмаршал фон Эйхгорн.
По городу прокатилась волна антибольшевистского террора. В июне для освобождения города высаживался десант Красной армии, но потерпел поражение.
Таганрогская делегация посещала Скоропадского в Киеве с целью включения города в состав Украинской державы, но безрезультатно. В свою очередь, атаман Всевеликого Войска Донского генерал Краснов просил у германского императора Вильгельма II помощи в разрешении спора между Украинской державой и ВВД из-за Таганрога и его округа в пользу войска Донского, которое, по словам Краснова, владело Таганрогским округом более 500 лет и для которого Таганрогский округ является частью Тмутаракани.
В итоге 7 августа между Украинской державой и Донским правительством при посредничестве немецкого командования был заключён договор о взаимных границах, по которому Таганрогский округ оставался за областью Всевеликого Войска Донского.
В городе с мая 1918 года по апрель 1919 года действовал вербовочный центр Добровольческой армии, проводивший работу на территории Таганрога — Мариуполя — Бердянска и направивший в войска 400 офицеров и 3500 солдат. Центр также вёл разведку, устанавливал связи с политическими партиями, предпринимателями, офицерскими организациями. Возглавлял его работу полковник М. И. Штемпель.
Германские войска покинули Таганрог в декабре 1918 года. На смену им пришли ВВД и Добровольческая армия. Церковная жизнь города и окрестностей была объединена под руководством епископа Приазовского и Таганрогского Арсения (Смоленца), выпускалась восстановленная газета «Церковные ведомости».
В мае в Таганроге завершилось формирование бронепоезда «Партизан полковник Чернецов», и он был отправлен на фронт.

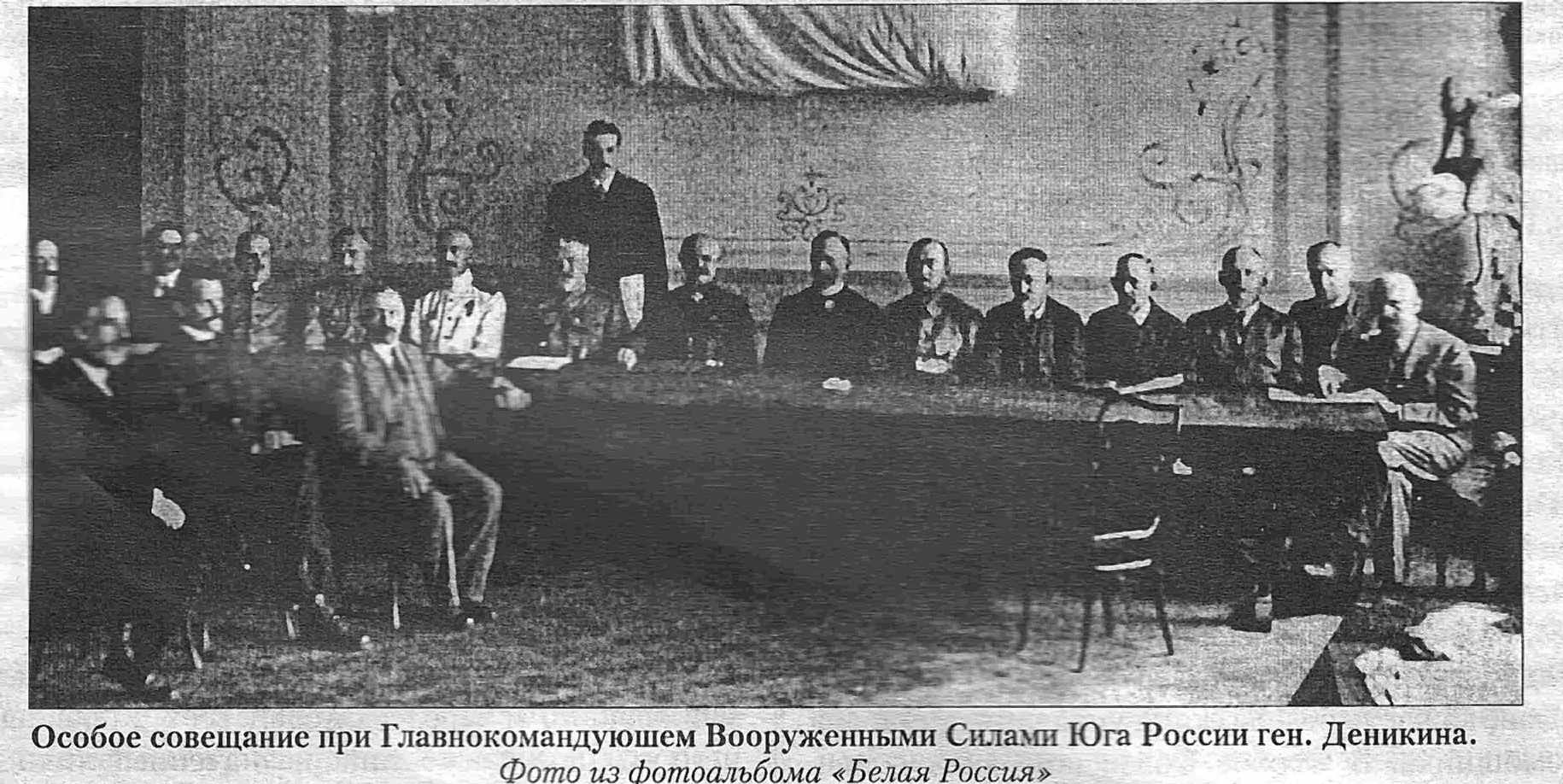
Одно из заседаний Особого совещания

С августа по декабрь 1919 года в Таганроге располагалась Ставка генерала Деникина — Верховного главнокомандующего Вооружённых сил на Юге России, Особое совещание при Главнокомандующем ВСЮР, а также танковая и авиационные школы Добровольческой армии. В октябре в Таганроге был сформирован Отдельный Сибирский офицерский батальон. В городе располагались миссии военных представителей иностранных держав, а также консульские представительства 11 европейских государств.

Таганрогский гарнизон насчитывал в это время более 1000 штыков — гарнизонная рота, морской, сапёрный и гидроавиационный батальоны, что с учётом офицеров и солдат Ставки и союзных миссий превращало улицы города в бесконечное дефиле самых разнообразных мундиров и погон.

Таганрогская САУ на вооружении Корниловской дивизии.

Была возобновлена работа таганрогских заводов — на металлургическом возобновилось производство труб, а на котельном выпускались тяжёлые САУ, опережая европейскую техническую мысль. На шасси Буллок-Ломбард устанавливались безоткатные морские орудия, вокруг которых крепилась бронированная рубка из котельного железа в 10 мм толщиной. Было изготовлено 6 самоходных орудий.
На заводах производился ремонт тяжёлой военной техники. Например, в октябре 1919 года в Таганроге находились 4-й танковый отряд и 1-я батарея Дивизиона особого назначения.
Таганрогский порт в Гражданской войне в 1918—1920 годов поочерёдно служил базой для кораблей Азовской военной флотилии обеих противоборствующих сторон. Например, 1 марта 1919 года таганрогский отряд (под командованием капитана 1-го ранга Собецкого) Донской флотилии состоял из яхты «Пернач»(Колхида), канонерских лодок «К-10» и «К-12», и 3 барж-болиндеров с 6-дюймовыми орудиями. Этот отряд 17 мая захватил Мариуполь, 6 июня — Бердянск.
30 декабря отступающие белогвардейцы оставили город без боя. Городская Дума взяла на себя власть в городе и, сформировав вооружённый отряд из добровольцев, прекратила начавшиеся в городе погромы и насилия. 6 января 1920 года в ходе Ростово-Новочеркасской операции в город вступили части Красной армии — 9-я стрелковая дивизия 8-й армии и 11-я кав. дивизия 1-й Конной армии при поддержке 2 бронепоездов — захватив большие трофеи военного имущества, и в Таганроге была установлена Советская власть. В Таганроге Красной армией было захвачено 19 танков — самое большое количество танков за всю Гражданскую войну. Это были танки из Школы английских танков и находящиеся на ремонте на заводе Нев-Вильде.

### Восстановление мирной жизни
В 1920—1924 годах Таганрог входил в состав Украинской ССР.
В 1923 году в Таганроге впервые заработал водопровод. Первоначально в виде водоразборных пунктов на улицах, а потом воду стали проводить и в дома.
В 1923 году в составе Донецкой губернии Украинской ССР был образован Таганрогский округ с центром в Таганроге.
1 октября 1924 года Таганрогский округ вошёл в состав Юго-Восточной области РСФСР.
По переписи 1926 года украинцы в городе Таганроге составляли 34,6 % всего населения, русские — 55,2 %, но во всём Таганрогском округе украинцы составляли абсолютное большинство — 71,5 %, русские — только 21,9 %. С 1937 года город в составе Ростовской области.
С 1920-х годов в городе интенсивно развивалась промышленность.
В 1929—1930 годах Таганрог был центром укрупнённого Донского округа Северо-Кавказского края.
В 1930-х годах в Таганроге было построено несколько зданий в стиле конструктивизма — Клуб металлистов (ныне Дворец молодёжи), круглый дом (ул. Александровская, 107), кинотеатр «Октябрь».

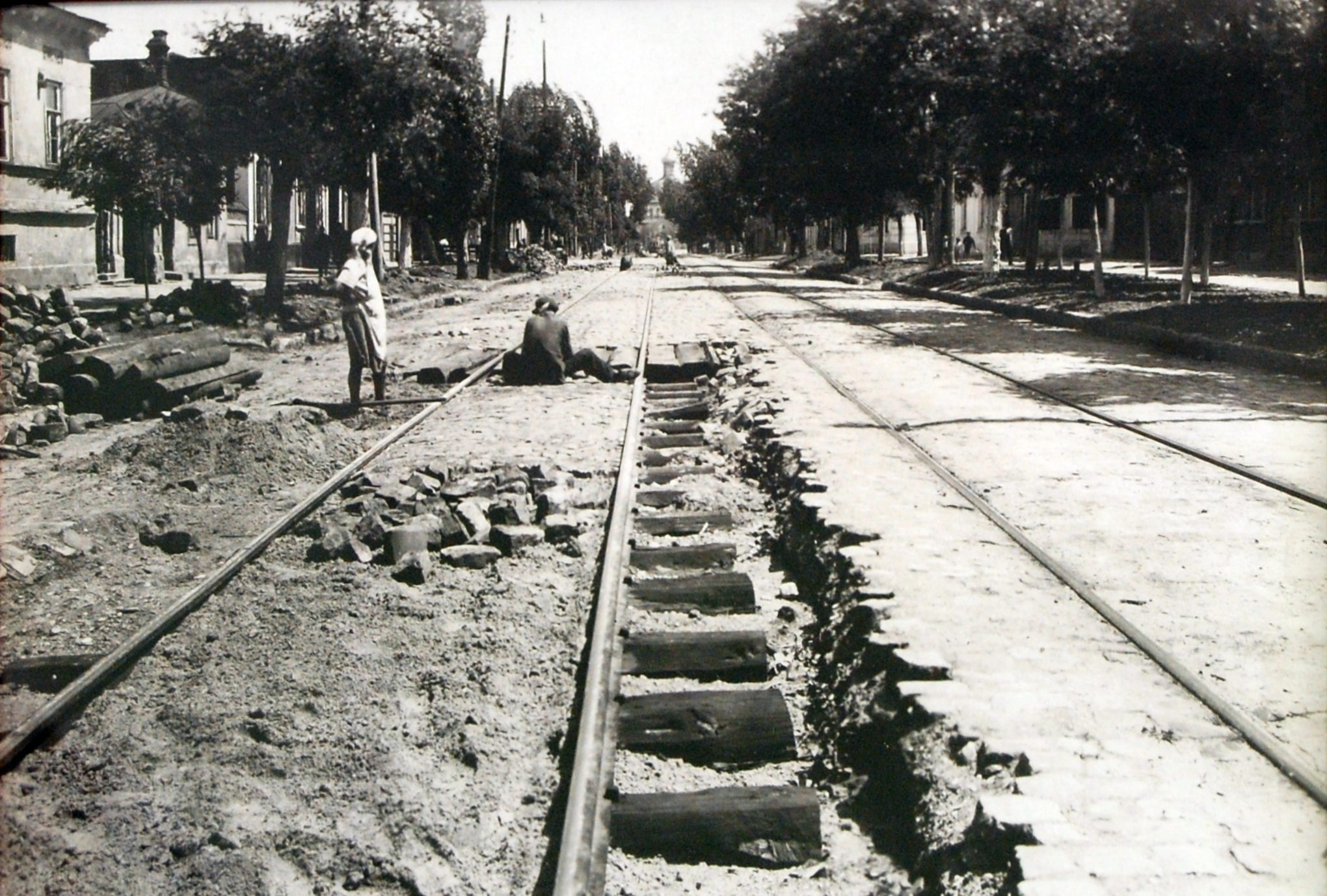
Строительство второй нитки трамвайной линии по ул. Фрунзе, 1934 г. Вдали видны купола Успенского собора.

В 1932 году по улицам города были проложены рельсы и начали движение трамваи. Маршрут № 1 связал Центр с Балтийским и авиационными заводами.
В 1937 году в Таганроге и Мариуполе прошли массовые аресты греков-румеев
В 1939—1941 годах в Таганроге действовала Таганрогская военная школа пилотов.

## Таганрог в годы Великой Отечественной войны

### Оккупация.
В августе 1941 года в Таганроге было создано народное ополчение, жителей направляли на рытье окопов и противотанковых рвов, в том числе и старших школьников, так как в середине сентября занятия в школах прекратились. Большинство оборудования с городских заводов было эвакуировано в тыл, эвакуировались и жители. Металлургический завод был перевезён в Каменск-Уральский, судоремонтный завод — в Красноводск, котлостроительный завод — в Златоуст.
В то же время из-за плохо организованной эвакуации и захватом противником железной дороги на Ростов-на-Дону, на заводах осталось много оборудования. На Котлостроительном заводе, например, были оставлено мощное прессовое оборудование, 100 станков и 1000 тонн листовой брони. Все это потом досталось вермахту.
С 12 октября бои развернулись под городом. Защищая Таганрог, погибло несколько пехотных частей, а также 3 бронепоезда и 66-я кавалерийская дивизия. 17 октября 1941 года Таганрог был захвачен вермахтом (см. Донбасско-Ростовская оборонительная операция).
Немецкие танки, прорвав оборону таганрогского гарнизона в районе нынешнего Северного посёлка, устремились к порту, и с высоты обрыва от маяка расстреляли в порту суда, на которые шла ускоренная погрузка людей и оборудования. Корабли были повреждены, много людей погибло. Из порта смог вырваться только один катер. В последующие несколько дней таганрожцы покидали город тайком на рыбацких лодках, переправляясь в Ейск и Азов.
Советские военнопленные были собраны на территории бывшей воинской части (ныне рынок Радуга) и использовались германскими властями на работах, часть раненных красноармейцев находилась в городских больницах.
После занятия города немецкие солдаты обнаружили тела шести своих разведчиков, пропавших 13 октября, в здании городского НКВД со следами пыток. Узнав об этом, командир бригады «Лейбштандарт» отдал приказ 3 дня не брать пленных. Этот случай фигурировал на Нюрнбергском процессе как доказательство военных преступлений.
Перед войной в Таганроге проживало более 190 тысяч человек, в начале оккупации — около 140 тысяч. В период оккупации в городе работали бургомистрат, осуществлявший гражданскую власть (более 600 служащих), полиция (более 500 служащих), краеведческий музей, домик-музей Чехова, театр (130 человек), два публичных дома, городская (754 постоянных читателя на июль 1943 года) и детская библиотеки, 8 школ, парк, было восстановлено трамвайное движение, выпускалась газета «Новое слово» — в декабре 1941 года тираж 2000 экземпляров, а в августе 1943 года уже 12 000 экземпляров.
Как считают современные исследователи, в Таганроге «возникла своеобразная модель» нового оккупационного «порядка», уникальная для региона. Даже часы 20 декабря 1941 года были переведены на 1 час назад, на Берлинское время.
Были восстановлены электростанция, частично водопровод. Восстановили свою работу заводы, но в основном для ремонта немецкой военной техники. Продукты населению выдавали по карточкам — 600 гр. хлеба работающим, 200 гр. — иждивенцам, нормы менялись, иногда добавлялись рыба и овощи. Действовал комендантский час.
В январе 1942 года на предприятиях города трудились 9 761 человек, а в марте — уже более 14 тысяч. В 1942—43 годах на принудительные работы в Германию было вывезено около 27 тыс. человек.
По разрешению германского коменданта был открыт в Таганроге новый храм, перенесён и торжественно установлен памятник Петру Первому у центрального входа в городской парк.
В то же время фашистами было вывезено или украдено из таганрогского краеведческого музея 4 624 предмета — старинные иконы, оружие, картины известных художников, а его директор Базилевич — расстрелян. В период оккупации в городе действовала крупная антифашистская молодёжная тайная организация — Таганрогское подполье. Советские историки оценивали состав подполья в 600 человек, немецкие следователи — в 150 человек. Были и другие отряды, например, старшеклассников из 15-й школы, собиравших оружие и расклеивавших листовки. Они были схвачены и расстреляны.
Во время оккупации города Таганрогский детский дом был превращён немецкими властями в донорский пункт, где детей использовали для переливания крови немецким офицерам. С приближением линии фронта детский дом немцы перевезли в украинский посёлок Великая Лепетиха, где продолжали истязать маленьких узников.
29 октября 1941 года произошло уничтожение евреев под руководством ортскоменданта города майора Альберти, его заместителя капитана Эрлиха, начальника гестапо оберштурмбаннфюрера СС Шульце при участии полиции из местных жителей (начальника полиции Ю. В. Кирсанова, начальника политического отдела полиции А. М. Петрова, начальника районного отдела полиции Б. Стоянова и других) в Петрушиной балке («Балка смерти») на западной окраине города (завод им. Димитрова). Их расстреляли в первые два дня (в самый первый день не менее 2—3 тысяч человек), в последующие дни вылавливали неявившихся евреев и уничтожали там же.
Таганрожцы открыто проявляли неуважение к гитлеровцам, из-за чего комендант майор Альберти издал распоряжение № 27 от 20 января 1942 года с такими словами: «При встрече молодёжь не уступает дороги чинам германской армии, тогда как воины германской армии должны пользоваться полным уважением и вниманием. Категорически запрещается населению непочтительное отношение к чинам германской армии, как офицерам, так и солдатам».
8 марта 1942 года Красной армией была проведена Таганрогская наступательная операция с целью освобождения города. Пехотные и танковые части атаковали гитлеровцев в направлении с. Покровское и вдоль берегов р. Миус на Таганрог. Части понесли большие потери, но прорвать оборону противника не смогли. В память о тех боях в сёлах установлены многочисленные памятники, самый известный — «Якорь» у Матвеев-Кургана.
В августе 1942 года Таганрог посетил румынский король Михай I.
В феврале 1943 года из коллаборационистов немецким командованием формируется Таганрогский казачий округ Войска Донского.
17 апреля 1943 по ошибке на таганрогский аэродром стала приземляться эскадрилья истребителей Як-1, 291-го истребительного полка ВВС Советской армии. 3 машины приземлились, 3 были сбиты зенитным огнём, только 4 смогли улететь обратно. Приземлившиеся командир эскадрильи капитан А. Егоров и его заместитель старший лейтенант И. Единархов отказались сдаться и погибли в бою. По приказу командира немецкого гарнизона генерала Рекнагеля русских героев немцы похоронили с отданием воинских почестей.
Летом 1943 года Советская армия предприняла Миусскую наступательную операцию с целью освобождения Таганрога, но прорвать оборону противника опять не удалось.
18 августа 1943 года началось последнее наступление по прорыву Миус-фронта. Решительным броском от села Куйбышево конно-механизированная группа в составе 2 корпусов прорвала оборону противника и по дуге вышла к берегу Азовского моря. Полуокружённые немецкие войска без боя покинули Таганрог.
Оккупация длилась 680 дней и окончилась 30 августа 1943 года. В городе оставалось всего около 80 тысяч человек.
Некоторые из пособников оккупантов были повешены по приговору военного трибунала в ноябре 1943 года на Банковской площади. Гельмут Альберти в ноябре 1947 года был осуждён в ходе Севастопольского судебного процесса (в том числе за организацию убийства таганрогских евреев) к 25 годам.

### Освобождение
Город освобождали от германских войск советские войска Южного фронта и Черноморского флота в ходе Донбасской операции. 19 августа 1943 года 4-й гвардейский кавалерийский корпус генерал-лейтенанта Николая Кириченко и 4-й механизированный корпус прорвали оборонительную линию немцев у Амбросиевки и к 30 августа у села Весело-Вознесенка достигли Азовского моря, перерезав пути отступления оккупантов от Таганрога. Однако к этому времени основные силы немецких войск 111-й пехотной дивизии под командованием генерала Германа Рекнагеля уже благополучно покинули Таганрог.
В ночь на 30 августа 1943 года в районе города силами Азовской военной флотилии был высажен Таганрогский морской десант. А днём 30 августа в уже покинутый немецкими войсками Таганрог вступили части 130-й стр. дивизии (полковник Константин Сычёв); 1-го гв. укреп. района (полковник Пётр Саксеев); 416-й стр. дивизии (полковник Дмитрий Сызранов), партизанский отряд «Отважный-2» (Александр Гуда). Немцы покинули город заранее, поэтому уличных боёв в Таганроге не было.
Днём 30 августа немецкие военные корабли зашли на рейд Таганрогского порта, имея задачу забрать из порта свои военные части, которые там могут быть, и гражданское население, желающее эвакуироваться. Но никого не обнаружив, немецкие корабли ушли, потопив 2 советских бронекатера.

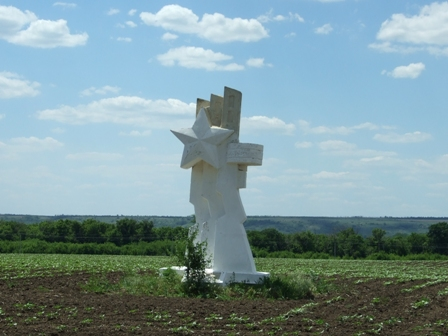
Придорожный знак «Линия Миус-фронта», установленный вдоль дорог на всей его протяжённости, в том числе и под Таганрогом.

Войскам, участвовавшим в освобождении Ростовской области и Таганрога, приказом Верховного Главнокомандующего И. В. Сталина от 30 августа 1943 года объявлена благодарность и в столице СССР Москве был дан салют 12 артиллерийскими залпами из 124 орудий. Это был третий салют войскам-освободителям, первый — после освобождения Орла и Белгорода, получивших неофициальный статус «городов первого салюта». Продолжая этот ряд, Таганрог можно назвать «городом третьего салюта».
Приказом Верховного Главнокомандующего И. В. Сталина в ознаменование одержанной победы соединения, отличившиеся в боях за освобождение Ростовской области и города Таганрог, получили наименование «Таганрогских»:
- 130-я стрелковая дивизия (полковник Сычёв, Константин Васильевич)
- 416-я стрелковая дивизия (полковник Сызранов, Дмитрий Михайлович)[94].

Приказом Народного комиссара обороны СССР И. В. Сталина в ознаменование одержанной победы соединение и части, отличившиеся в боях за освобождение города Мариуполя, получили наименование «Таганрогских»:
- 6-я гвардейская бомбардировочная авиационная дивизия (бывшая 270-я бад) (полковник Григорий Чучев)
- 134-й гвардейский бомбардировочный авиационный полк (бывший 86-й бап) (подполковник Фёдор Белый)
- 135-й гвардейский бомбардировочный авиационный полк (бывший 284-й бап) (подполковник Дмитрий Валентик).

### Восстановление разрушенного хозяйства Таганрога
После освобождения началось восстановление разрушенного города. Материальный ущерб причинённый фашистами городу, взорвавшими часть предприятий при отступлении, составил 800 млн рублей. Из руин восстанавливали жилые дома, крупнейшие предприятия города. В июле 1944 года были восстановлены и введены в действие основные цеха металлургического завода. В этом же году трудящиеся Таганрога собрали 3 млн 336 тыс. рублей на танковую колонну «Таганрог». Было приобретено 17 танков Т-34-85, которые поступили в 1-й батальон 52-й гвардейской Фастовской танковой бригады. На башне каждого танка была надпись «От трудящихся Таганрога». Получил имя «Таганрогский пионер» и действующий на фронте бомбардировщик Пе-2, на который собирали деньги таганрогские школьники.
Тысячи таганрожцев были призваны в армию. Более 50 из них за проявленное мужество и героизм стали Героями Советского Союза, многие были награждены орденами и медалями.
В 1945 году котлостроители Таганрога изготовили котлы для Москвы, ДнепроГЭСа, Донбасса, Кузнецка.
В Таганроге находился лагерь для немецких военнопленных № 475, которые использовались на работах по восстановлению предприятий города и строительству жилых домов.

### Таганрог в послевоенное время
В июле 1947 года на Таганрогском комбайновом заводе был собран первый самоходный комбайн «С-4». В 1950 году довоенный уровень производства был превзойдён на 29 %.
В начале 1960-х годов на Таганрогском металлургическом заводе запустили уникальный автоматизированный цех-гигант непрерывной печной сварки труб. В это же время на комбайновом заводе тоже появилась новинка — начался выпуск самоходного шасси СШ-75 «Таганрожец», а в последующие годы разработали и стали выпускать комбайн «Колос».
С развитием промышленного производства осуществлялось и строительство жилых комплексов, культурных учреждений, школ и детских садов. В Таганроге старейший Парк культуры и отдыха имени М. Горького, основанный ещё в 1806 году, был удостоен звания «Лучший парк страны».
В 1955 году футбольный клуб «Торпедо» выиграл чемпионат РСФСР, а команда по регби «Радуга» в 1984 и 1985 годах завоевала чемпионство и Кубок РСФСР.

В это время в Таганроге жил и работал многократный чемпион страны и Европы по шахматам Н. М. Кривун. 

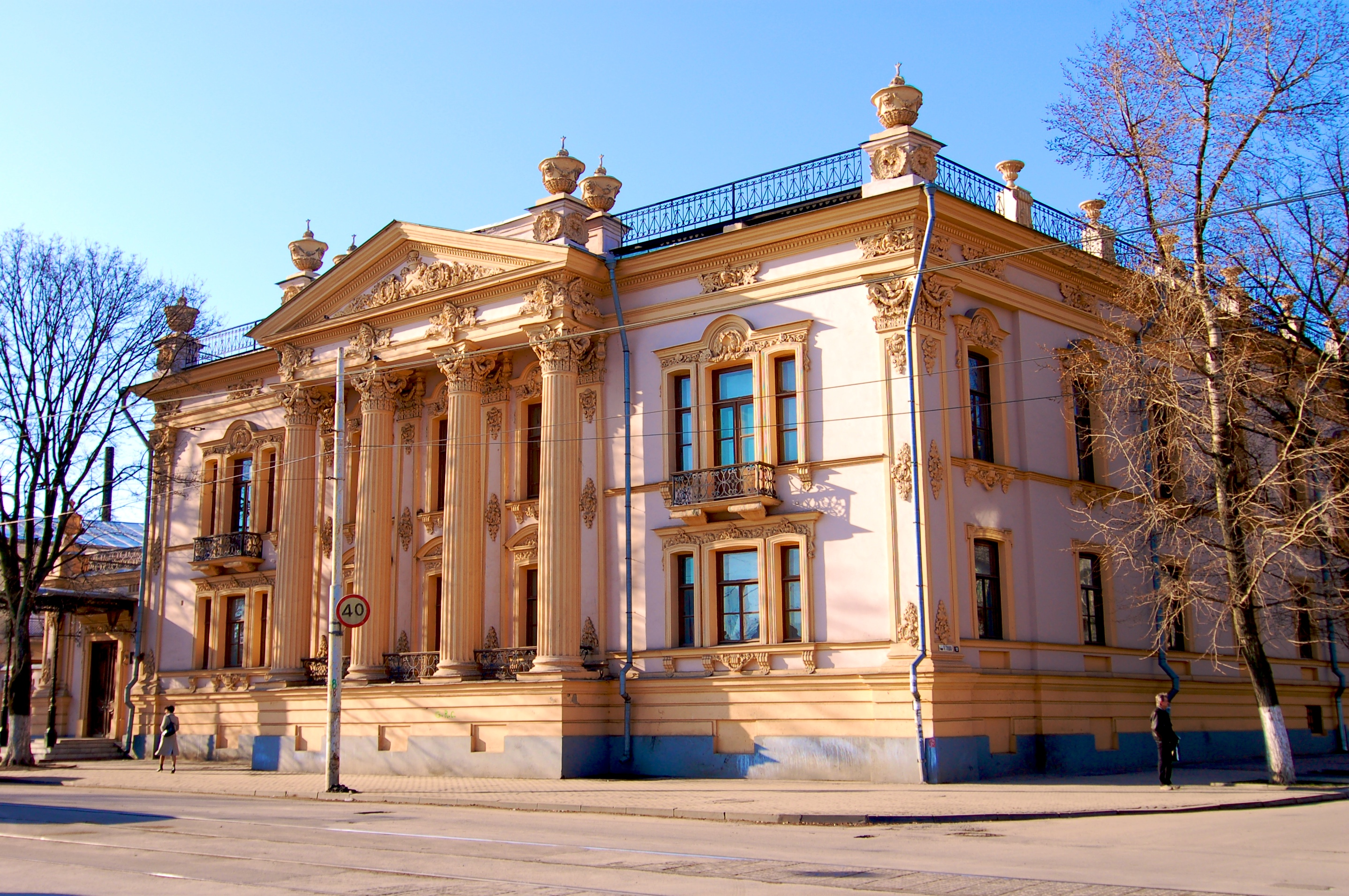
Здание дворцового типа, принадлежавшее Алфераки. Сейчас в нём располагается Таганрогский краеведческий музей.

 В 1980 году постановлением Совета Министров РСФСР в Таганроге создан музей-заповедник, объединивший 238 исторических памятников. В городе большое число сохранившихся старинных особняков XVIII—XIX веков, выполненных в разных архитектурных стилях, в том числе провинциальный классицизм, ампир (например, церковь Всех Святых, Александровские ряды), модерн (Библиотека им. Чехова, особняк Шаронова).
В 1997 году город Таганрог получил статус муниципального образования «Город Таганрог», созданы органы местного самоуправления городская Дума города Таганрога и Администрация города Таганрога, возглавляемая мэром.

## XXI век
30 октября 2002 года в Таганроге был убит мэр С. И. Шило.

7 июля 2016 года мэр города Владимир Прасолов по обвинению в финансовых злоупотреблениях был приговорён к 1 году лишения свободы в исправительной колонии общего режима. Срок наказания Прасолов отбыл полностью.

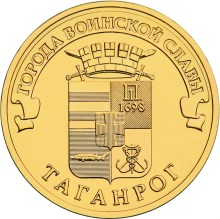
Таганрог. Монета Банка России — Серия: «Города воинской славы», 10 рублей, 2015 год

3 ноября 2011 года Указом № 1459 президента РФ Д. А. Медведева за мужество, стойкость и массовый героизм, проявленные защитниками города в борьбе за свободу и независимость Отечества, городу Таганрогу было присвоено почётное звание Российской Федерации «Город воинской славы».
В 2016 году Павел Таганрогский был признан общецерковным святым Русской Православной Церкви.
28 октября 2016 года главой администраций Таганрога назначен Андрей Лисицкий, ранее бывший исполняющим обязанности в той же должности.
12 октября 2021 года Андрей Лисицкий досрочно ушёл в отставку. Временно исполняющим обязанности главы администрации Таганрога был назначен Роман Корякин.
В декабре 2021 года Михаил Солоницин по итогам конкурса был назначен главой Администрации города Таганрога.
После начала российского вторжения в Украину таганрогское СИЗО-2 было превращено в пыточную тюрьму для украинцев. В конце 2024 года Украина нанесла ракетный удар по военному аэродрому в Таганроге.